# Stanislav I. Leszczyński
Stanisław Bogusław Leszczyński, jako král Stanislav I. (20. října 1677 Lvov – 23. února 1766, Lunéville), byl polský král, litevský velkokníže a vévoda lotrinský. Byl nejdéle žijícím polským vládcem.

## Život

### Mládí
Narodil se jako syn poznaňského vévody Rafaela Leszczyńského a Anny Kateřiny Jablonovské, dcery Stanislava Jana Jablonovského a Marianny Kazanovské. Většinu vzdělání získal doma, od učitelů z Polska i povolaných ze zahraničí. Navštěvoval také protestantské gymnázium v Lešně. V letech 1695–1696 absolvoval cestu po Evropě.
Až do smrti svého otce roku 1703 zůstával zřejmě v jeho stínu. Na sněmu roku 1697 při volbě krále nejdříve stál společně s otcem na straně syna zemřelého krále Jakuba Sobieského, ale nakonec podpořil saského kurfiřta. Nový král se mu odvděčil tím, že jej jmenoval královským číšníkem. Roku 1699 se Leszczyński stal vévodou poznaňským. Situace se změnila po vypuknutí severní války v roce 1700 a po vpádu švédského vojska do Polska.

### První období vlády
Po obsazení Varšavy švédským vojskem roku 1704 část polské šlechty vytvořila tzv. Litevskou konfederaci a 16. února svrhla Augusta II. Saského z trůnu. Leszczyński se jako zástupce konfederace sešel v dubnu se švédským králem Karlem XII. v Lidzbarku. Švédský panovník ocenil jeho styky ve Velkopolsku a doporučil jej jako kandidáta na trůn. Leszczyński přislíbil, že korunu přijme jen do úschovy a odevzdá ji Jakubovi Sobieskému; slib však nedodržel. 2. července téhož roku byl narychlo svolán volební sněm za účasti asi půl tuctu kastelánů a několika šlechticů do švédského vojenského tábora poblíž Varšavy; ten pouze formálně potvrdil volbu Leszczyńského novým králem.
Po celých pět roků Leszczyńského panování trvala v Polsku válka proti švédské okupaci; teprve v roce 1706 se August II. Wettin zřekl polské koruny ve prospěch nového krále. Švédové opustili území Polska po porážce ruskou expediční armádou na Poltavě 8. července 1709. Hned poté se vrátil August II. zpět jako polský král a Leszczyński uprchl se svými stoupenci do Istanbulu. Tam se neúspěšně snažil přimět sultána k tomu, aby Turecko vyhlásilo válku Rusku a Polsku.

### Exulant ve Francii
Roku 1725 se jeho 23letá dcera Marie vdala za tehdy 15letého francouzského krále Ludvíka XV. Po dobu následujících 22 let Leszczyński pobýval ve Francii. V letech 1725 až 1733 sídlil na zámku Chambord. Po smrti Augusta II. roku 1733 se Ludvík XV. osobně neúspěšně zasazoval za návrat svého tchána na polský trůn.

### Druhé období vlády
Později se Leszczyński vrátil do Polska - odjel jako kandidát na volbu krále do Varšavy, finančně podporovaný svým zetěm. Jeho znovuzvolení pak vyvolalo nástupnickou válku o polský trůn. Následovala vojenská intervence Ruska, Rakouska a Saska, za jejichž podpory se stal králem August III. Wettin. Leszczyńského vojska se postavila na větší odpor pouze v Gdaňsku, kde čekala na pomoc z Francie. Dostavil se však jen nevelký intervenční oddíl čítající asi 2400 mužů, který Rusové a Sasové rychle rozprášili. Gdaňsk kapituloval po několikaměsíčním obléhání (trvalo od října 1734 do 30. června 1735).
Leszczyńského stoupenci poté uznali za krále Augusta III. a Leszczyński sám v převlečení za sedláka utekl do Královce v Prusku (dnešní Kaliningrad). Tam vznikla nová vojenská aliance na obranu jeho volby. Po jejím rozbití a po uzavření dohody Francie s Rakouskem byl Leszczyński nucen královské koruny se definitivně vzdát. 26. ledna 1736 abdikoval na polský trůn a vrátil se do Francie.

### Lotrinským vévodou
Jako kompenzaci za odstoupení přijal Leszczyński titul vévody a stal se doživotním vládcem bohatého Lotrinského vévodství. To pak moudře a spravedlivě spravoval, čímž si získal u domácího obyvatelstva přezdívku král dobrodinec. Celý zbytek života věnoval podpoře vědy a dobročinnosti. Ve známost vstoupil mimo jiného jako zakladatel Akademie v Lunéville, mecenáš umění a věd. Příčinou jeho smrti ve věku 88 let bylo uhoření, poté, co usnul příliš blízko krbu a nešťastnou náhodou na něm vzplálo oblečení.

## Rodina
S manželkou Kateřinou Opalińskou (1680–1747) měl 2 dcery:
- Anna Leszczyńská (25. května 1699 – 20. června 1717), zemřela svobodná a bezdětná
- Marie Leszczyńská (23. června 1703 – 24. června 1768), ⚭ 1725 Ludvík XV. (15. února 1710 – 10. května 1774), král Francie a Navarry, spolukníže Andorry od roku 1715 až do své smrti

Prostřednictvím dcery Marie, která se provdala za francouzského krále Ludvíka XV., se stal Stanisław Leszczyński předkem králů Francie, Španělska a jiných členů velkých evropských panovnických, knížecích a aristokratických rodů.